# Pippi Långstrump
Pippi Långstrump, Pippilotta Viktualia Rullgardina Krusmynta Efraimsdotter Långstrump, är en litterär figur av Astrid Lindgren som första gången förekom i boken med samma namn från 1945. Pippi skapades 1941 och är en av Lindgrens mest kända figurer. Pippi-böckerna finns översatta till 77 olika språk (2020).
Pippi är världens starkaste, har fräknar och röda flätor som står rakt ut, säger emot vuxna och är allmänt ouppfostrad. I början när böckerna kom ut kunde hon upplevas som kontroversiell. Hon bor utan föräldrar i ett hus kallat Villa Villekulla tillsammans med sin prickiga häst Lilla gubben och sin apa Herr Nilsson. Hon äter "krumelurpiller" (som gör att man aldrig blir stor), hennes mamma är i himlen, hennes pappa Efraim Långstrump är kung på söderhavsön Kurrekurreduttön och hon har en kappsäck full med guldpengar. I hennes trädgård finns ett ihåligt träd där det enligt Pippi växer sockerdricka. I böckerna om Pippi myntas begrepp såsom pluttifikationstabellen, spunk och sak-letare.

## Historia

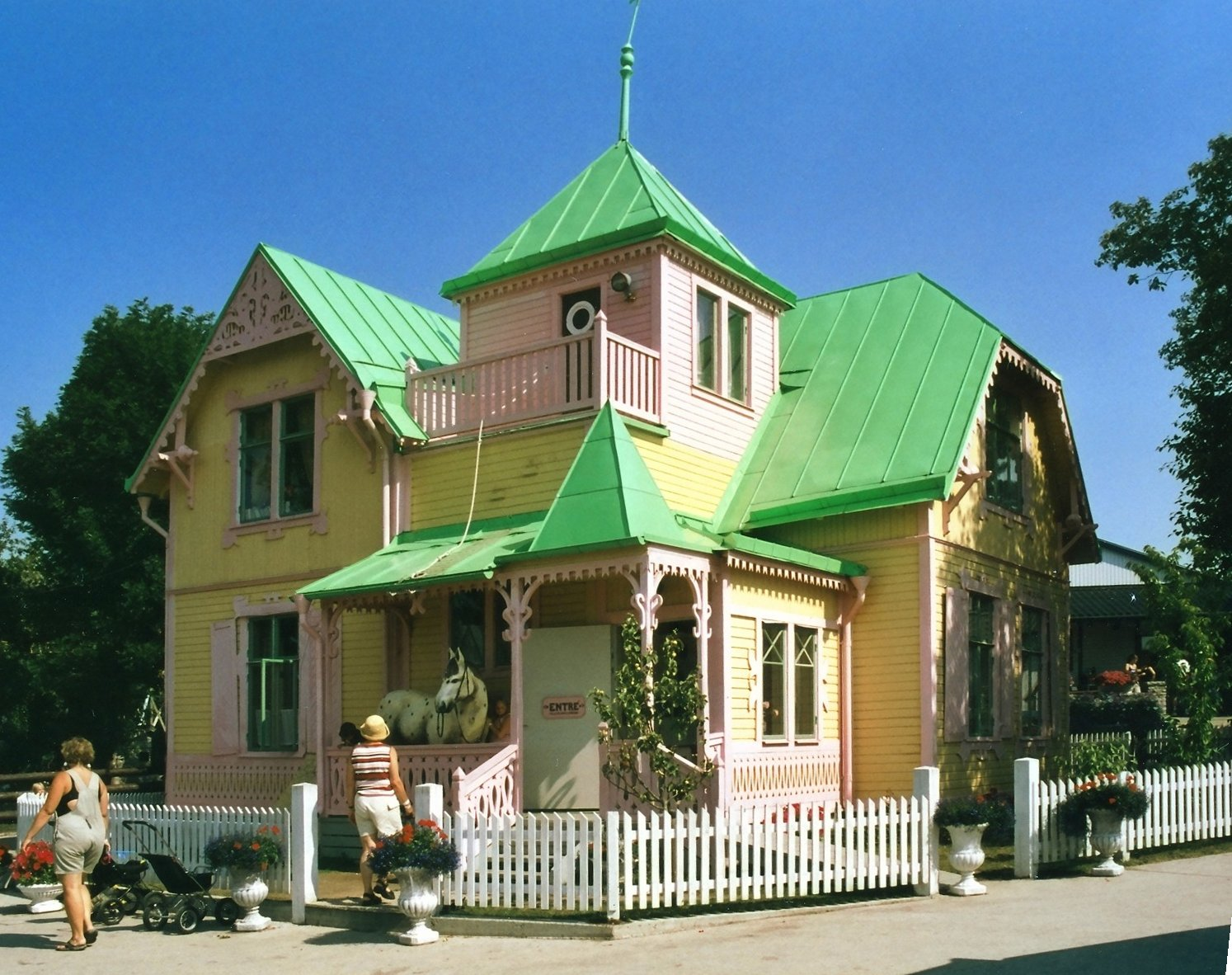
Villa Villekulla på Gotland.

Vintern 1941 var Lindgrens sjuåriga dotter Karin sjuk i lunginflammation och sade till sin mor att hon ville höra en berättelse om Pippi Långstrump. Lindgren började berätta och berättelserna om Pippi roade både Karin och hennes vänner. När Lindgren en dag i mars 1944 stukade foten var hon tvungen att hålla sig i stillhet och under den tiden skrev hon ned berättelserna. Vid Karins 10-årsdag i maj 1944 fick hon de nedskrivna berättelserna i present. Sonja Melin, en klasskamrat till Astrid Lindgrens dotter, stod som förebild för Pippi Långstrumps oblyga personlighet och utseende.
Efter att först ha blivit refuserad av Bonniers förlag gavs boken Pippi Långstrump ut av Rabén & Sjögren i november 1945. Denna följdes av ytterligare två romaner och ett flertal kortare berättelser och bilderböcker. 
För ytterligare information om den första bokens tillkomst, se Pippi Långstrump (bok).

## Persongalleri
- Pippi Långstrump, böckernas huvudperson – den starkaste flickan i världen. Hon kan till och med lyfta sin häst Lilla Gubben.
- Tommy och Annika Settergren, syskon, och Pippis grannar och bästa vänner. De är, i kontrast till Pippi, mer lydiga och prydliga. De försöker hitta balansen mellan att tillfredsställa föräldrarnas, sin egen och Pippis vilja.
- Herr Nilsson, Pippis apa; i böckerna en markatta, men i filmerna en dödskalleapa (Saimiris sciureus). I böckerna om Pippi får apan vara just apa; trots namnet så förmänskligas inte Pippis apa utan han är ett något ovanligt husdjur. Dödskalleapan i filmerna lånades från en familj i Stockholm. Eftersom den betedde sig odrägligt vid inspelningarna skrevs den ut ur manus och skickades tillbaka till familjen.[7]
- Lilla Gubben, Pippis häst. Han bor i Pippis kök och älskar socker. Utmärkande för Lilla Gubben är att han är full av stora svarta prickar (lika "fräknig" som Pippi), en variant av hästfärgen tigrerad. I filmerna är hästens prickar inte äkta, utan målades dit inför inspelningarna. Lilla Gubben fick sitt smeknamn först i och med TV-serien från 1969. I Astrid Lindgrens Pippi-böcker kallas han endast "Hästen". Inger Nilsson, som spelade Pippi, klappade en dag om hästen i studion och sa "Ja du, lilla gubben", varpå regissören Olle Hellbom och hans team beslöt att det var ett utmärkt namn. I verkligheten var Lilla Gubbens namn ursprungligen Illbatting, men han var mer känd under sitt senare namn Bunting. Bunting utlånades till filminspelningarna från Solna ridskola, där han hade smeknamnet ”Butte”. Han flyttade senare till Angarns ridskola och levde sista tiden i ett stall vid Lindholmen i Vallentuna. Han blev nästan 25 år gammal.[8][7]
- Fröken Prysselius, "Prussiluskan", en självutnämnd moralens väktare, som ständigt kommer i konflikt med den levnadsglada Pippi. Hon är lite av en besserwisser som har goda kontakter med såväl stadens myndigheter som invånare och brinner särskilt mycket för att barnen ska ha det bra. Annars tycker "Prussiluskan" om att gå på kafferep och prata skvaller.

Prussiluskan fanns inte med i böckerna utan skrevs in av Astrid Lindgren för inspelningen av TV-serien Pippi Långstrump 1969.

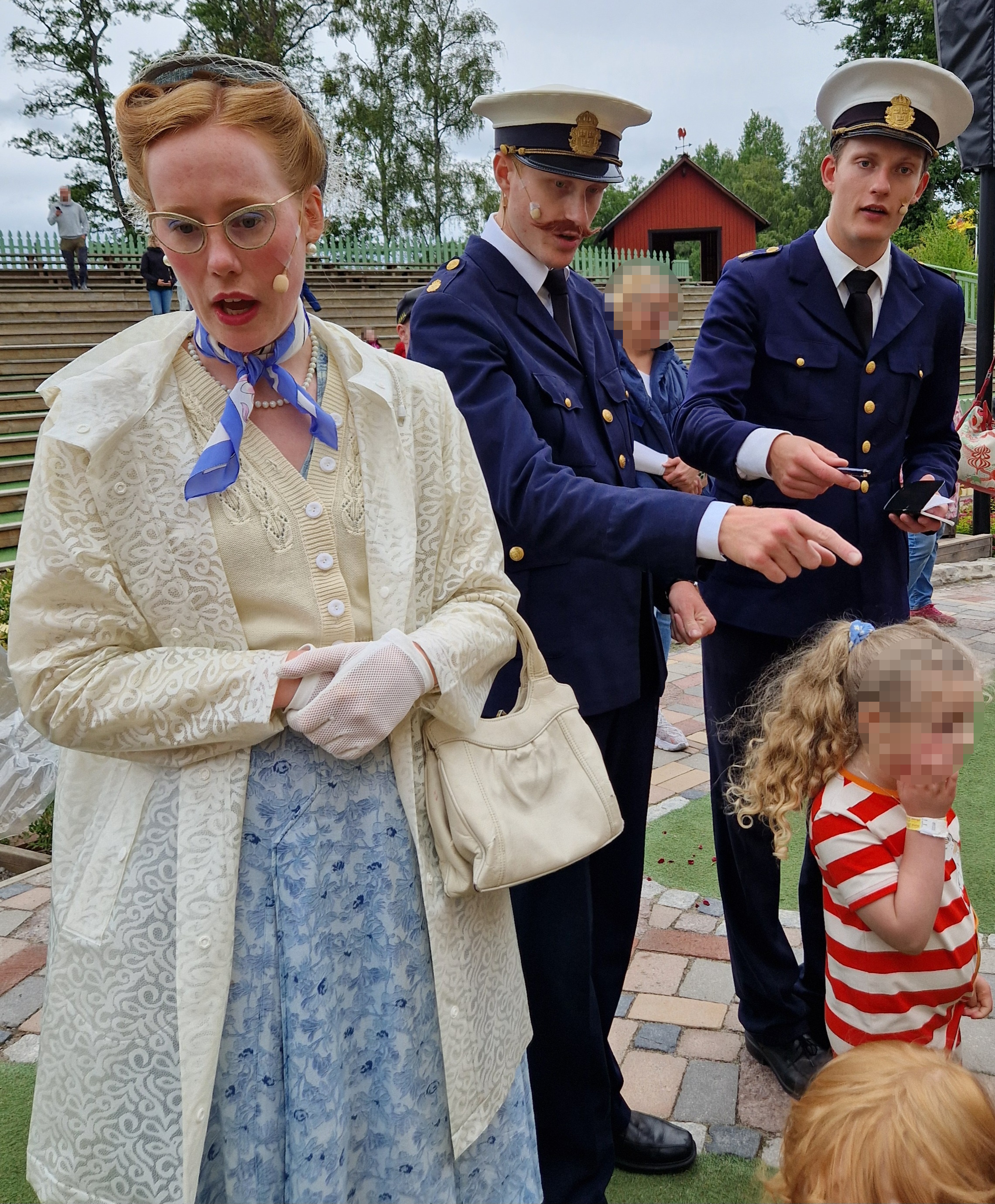
Fröken Prysselius, Kling och Klang på Astrid Lindgrens Värld.

- Kling och Klang, två inte helt kompetenta poliskonstaplar som trots mycket möda inte lyckas få Pippi att flytta in på barnhem. I böckerna saknar de namn, det fick de först i filmerna. Kling är den längre och Klang är den kortare av dem. Kling uppfattas som den något smartare och mer självtänkande av de två.
- Dunder-Karlsson och Blom, inbrottstjuvar med siktet inställt på Pippis kappsäck med guldpengar. Dunder-Karlsson är mindre och smalare och kör ofta med Blom. Blom är mildare och ofta småklantig.
- Kapten Efraim Långstrump, Pippis pappa, sjökapten på fartyget Hoppetossa, och "negerkung" på den fiktiva Kurrekurreduttön i Söderhavet och Pippis stora idol. Pippi presenterar honom som "min pappa, fordom havets skräck, numera negerkung, Efraim Långstrump". I de nyare Pippi-böckerna har man bytt ut "negerkung" mot "härskare av kurrekurredutterna".[10] I nyutgåvan av Boken om Pippi Långstrump från 2015, delvis reviderad av Astrid Lindgren själv, kallas han för "söderhavskung". Kapten Långstrump skulle gärna besöka sin dotter oftare, men har inte tid och möjlighet. Han livnär sig på att leta skatter och är nästan lika stark som Pippi. Den svenske sjömannen Carl Emil Pettersson som en period bodde på Tabaröarna antas ha varit förebild till Pippis far.
- Herr och Fru Settergren, Tommy och Annikas föräldrar försöker uppfostra sina barn så gott det går och gör samtidigt sitt bästa för att tycka om sina barns färgstarka kamrat.

## Recensioner, kritik och analys
När boken publicerades var kritiken positiv och välvillig:
"Ett verkligt fynd bland årets barnböcker är 'Pippi Långstrump' av Astrid Lindgren. Boken fick 1:sta pris i förlagets pristävlan om barnböcker och det var den sannerligen värd. En så frisk, originell och genomrolig barnbok som Pippi Långstrump har inte undertecknad läst på mycket länge." Emmy Reventberg i Norrköpings Tidningar.
John Landquists recension från 1946 under rubriken "Dålig och prisbelönt" blev inledningen på en debatt på tidningarnas insändarsidor där kritiker vände sig mot Lindgrens sätt att skriva barnböcker.
"Det dugliga ämnet till berättelse, som det är författarinnans förtjänst att ha funnit, har i utförandet förstörts av brist på fantasi och kultur. Min kritik riktar sig emellertid här främst mot prisnämnden som kunnat göra reklam för en så bristfällig produkt. Har nämnden, vilket man gärna vill tro, varit tveksam, så förstår man icke den världsfrämmande valhänthet som icke tvättat manuskriptet och för pris fordrat de värsta smaklösheternas strykande. Men har nämnden åter funnit boken i sin ordning, då måste man tala om en smakens avkultivering hos dem, som bestämmer om barnböcker. Den sämre crazystilen har då bragt till upplösning sinnet för den riktiga sagan, varpå man dock även i nutiden har så goda exempel som Elsa Beskow och Milnes intagande Nalle Puhbok. [...] Och det blir barnen, som för framtiden får bära intrycken, vackra eller grumliga, av böckerna. Minnet av den onaturliga flickan och hennes osmakliga äventyr i Lindgrens bok, kan, om hon eljes ihågkommes, inte bli annat än förnimmelsen av något obehagligt, som krafsar på själen." John Landquist i Aftonbladet, 18 augusti 1946.

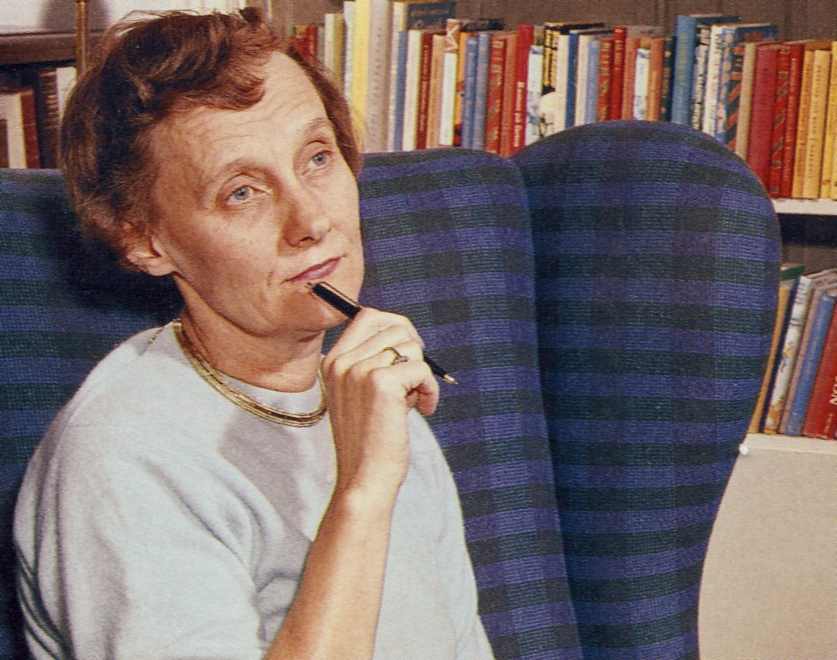
Astrid Lindgren, omkring 1960.

I huvudsak var dock kritiken positiv:
"Men Pippi Långstrump är 40-talsbarnens övermodiga genius som spränger alla gränser och konventioner. Pippi är flickan som gör vad som faller henne in och besegrar polis och skola och samhällsordning med sin munvighet och övernaturliga styrka. Hon fäller bovar till golvet genom att röra vid dem, hon sover med fötterna på huvudkudden och går baklänges på gatorna med motiveringen: 'Lever vi kanske inte i ett fritt land? Varför skulle man inte gå baklänges?' Här finns inte bara en hänförande anarkism som barn alltid älskar att läsa om, utan också ett blänkande muntert humör och en vardagssurrealism som är ett underbart äventyr." Inger Arvidsson i Bonniers Litterära Magasin 1949, sidorna 547-548.
År 1995 utbröt en ny, mindre, Pippi-debatt när kristdemokraten Carin Stenström i Svenska Dagbladet förklarade att den svenska "pippi-kulten" bidrog till att bristen på mognad och oförmågan att uppträda som vuxna människor var så utbredd i Sverige. Stenström ansåg också att Pippi var asocial, känslomässigt och moraliskt störd:
"Pippidyrkan har ställt allt på ända, skola, familjeliv, normalt beteende. Den har förlöjligat ordning och hänsyn, ärlighet och artighet. Den har förhärligat självupptagenhet, självfixering, hänsynslöshet och verklighetsflykt. Den har predikat impulsen framför behärskningen, infallet framför eftertänksamheten. Den har framställt det som inskränkt att visa omsorg, men lovvärt att säga också kränkande sanningar."
Lindgren själv deltog inte i den följande debatten, men på en journalists fråga tyckte hon att Stenströms påståenden var en fånig debatt och fortsatte: "Det är många, många flickor, vuxna, som talat om att Pippi hjälpt dem ... Många har sagt att hon givit dem nån sorts kraft. Och det kan man förstå för i alla tider har det varit så att pojkar, pojkar, pojkar - och så kommer det en flicka. Då är det klart att de börjar tänka att kanske kan jag också."
Norska NRK kallar inte längre Pippis pappa "negerkung" (norska negerkonge) utan "Söderhavskung" (norska sydhavskonge). I Frankrike är han kung bland kannibalerna, trots att deras diet är människofri boken igenom (i boken "Pippi Långstrump går ombord" hävdar dock Efraim Långstrump att folket på Kurrekurreduttön först tänkte äta upp honom – men när de såg hur stark han var gjorde de honom till kung i stället...).

### Språk
Heldner (1992) menar att läsglädjen i böckerna om Pippi Långstrump förmedlas både genom att Pippi bryter mot de sociala reglerna genom att till exempel doppa huvudet i en gräddtårta eller sova med fötterna på kudden, men också genom de brott mot språkets semantiska regler som Pippi medvetet gör sig skyldig till. Hon gör logiska kullerbyttor som när hon säger om spökena på vinden: "För att även om dom inte finns, så behöver dom väl inte skrämma folk från vettet för det, skulle jag tro.". Hon utnyttjar att meningar kan ha flera betydelser, ambiguitet, när hon går förbi en affär med skylten "Lider ni av fräknar" i skyltfönstret. Hon går in i butiken och förklarar att hon inte lider av dem, hon gillar dem. När hon träffar fröken Rosenblom som delar ut skära yllebyxor till fattiga barn som står på kö gör hon sig skyldig till en kontradiktion genom att säga "I vilket led ska man stå, när man är utan fjorton syskon, varav tretton små vanartiga pojkar?". När Pippi ska köpa medicin retar hon apotekaren genom att uttala en analytisk sanning: "Jag ska be att få köpa fyra liter medusin, sa Pippi." "Vad då för sorts medicin, sa apotekaren otåligt." "Ja, det skulle helst vara en som är bra för sjukdom, sa Pippi."
Pippi använder gärna egna ordformer, som pluttifikation, surkus och medusin för multiplikation, cirkus och medicin, trots att hon blir tillrättavisad.

### Inspiration till Pippi Långstrump
Eva Wahlström har i en avhandling från Göteborgs universitet visat att Astrid Lindgren tidigt inspirerats starkt av två tidigare barnboksförfattare, Karin Michaëlis och Ester Blenda Nordström. Deras huvudpersoner Bibi respektive Ann-Mari uppvisar både till språk och handling många paralleller till Pippi Långstrump.
Martin Kristenson för i en artikel i Kapten Stofil fram tesen att Lindgren kan ha inspirerats av två specifika filmer med Mary Pickford, båda med en ung flicka i huvudrollerna. Hertiginnan som tvätterska från 1920 som innehåller en huvudperson som bor tillsammans med en vit häst som vistas inomhus och Backvägen till Lyckan från 1921 som innehåller en scen där huvudpersonen sätter skurborstar på fötterna och åker runt på golvet i såpvatten. Backvägen till Lyckan visades under tre dagar i Vimmerby i maj år 1922 då Astrid Lindgren var 14 år gammal.

## Böcker

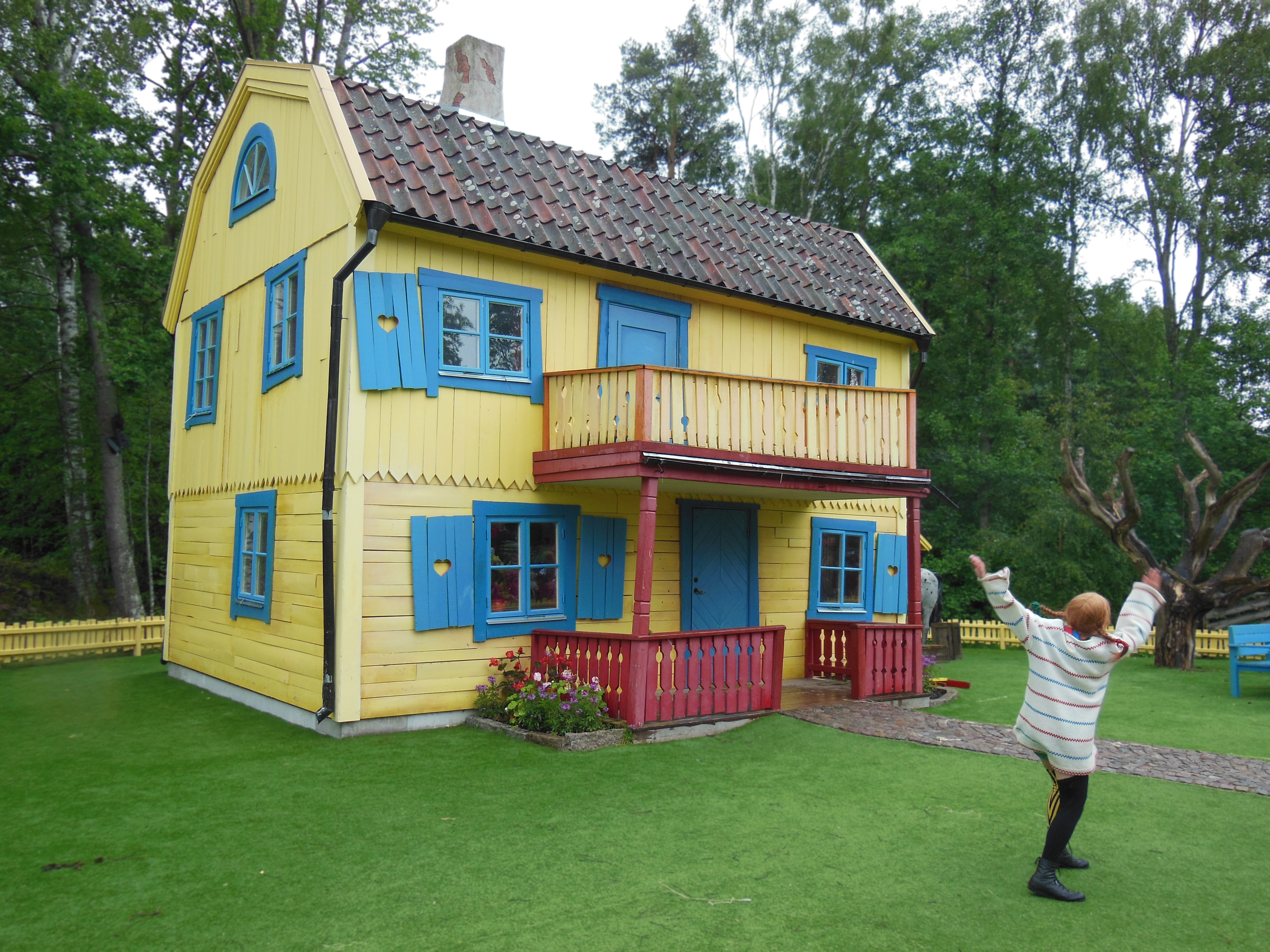
Pippi utanför Villa Villekulla på Astrid Lindgrens Värld i Vimmerby, 2014.

- 1945 – Pippi Långstrump (utgiven i november 1945[19])
- 1946 – Pippi Långstrump går ombord
- 1947 – Känner du Pippi Långstrump? (bilderbok) Ill. av Ingrid Vang Nyman
- 1948 – Pippi Långstrump i Söderhavet
- Boken om Pippi Långstrump (1952) (Samling av utvalda kapitel från Pippi Långstrump, Pippi Långstrump går ombord och Pippi Långstrump i Söderhavet)
- Pippi flyttar in (1969, bilderbok) Ill. av Ingrid Vang Nyman
- Pippi ordnar allt (1969, bilderbok) Ill. av Ingrid Vang Nyman
- Pippi är starkast i världen (1970, bilderbok) Ill. av Ingrid Vang Nyman
- Pippi håller kalas (1970, bilderbok) Ill. av Ingrid Vang Nyman
- På rymmen med Pippi Långstrump (1971, bilderbok) Foto: Bo-Erik Gyberg
- Pippi går till sjöss (1971, bilderbok)
- Pippi vill inte bli stor (1971, bilderbok) Ill. av Ingrid Vang Nyman
- Pippi Långstrump har julgransplundring (1979, novell)
- Pippi Långstrump i Humlegården (2000, bilderbok)
- Pippi Långstrump på Kurrekurreduttön (2004, bilderbok). Texten ur Pippi Långstrump i Söderhavet, 1948, i urval av Karin Nyman; bilder: Ingrid Vang Nyman.
- "Pippi hittar en spunk" (2008, bilderbok). Texten ur "Pippi Långstrump i Söderhavet", 1948, bilder: Ingrid Vang Nyman.
- "Pippi går i affärer" (2014, bilderbok). Texten ur "Pippi Långstrump går ombord, 1946, bilder: Ingrid Vang Nyman
- "Pippi firar födelsedag" (2020, bilderbok). Texten ur "Pippi Långstrump", bilder: Ingrid Vang Nyman
- "Pippi på rymmen" (2020, bilderbok). Texten ur "På rymmen med Pippi Långstrump" (1971) och filmmanuset till "På rymmen med Pippi Långstrump", bilder: Fabian Göranson

## Teater och musikal
- 1946: Den första teateruppsättningen av Pippi Långstrump sattes upp i Medborgarhuset, Stockholm i mars 1946 av Elsa Olenius och Vår Teater med Ethel Sjögren som Pippi, endast några månader efter att den första boken givits ut i november 1945. Ethel Sjögren spelade Pippi ända fram till 1950 under minst 50 föreställningar. Enligt Martin Hellström, författare till boken Pippi på scen, är det möjligt att de tidiga teateruppsättningarna påverkade senare böcker om Pippi, och att det fanns ett växelspel mellan teateruppsättningar och böckerna. Det är också troligt att Pippi inte hade fått samma genomslag utan teateruppsättningarna. Astrid Lindgren tonade ner det verbala och de språkliga skämten i sin pjäs, eftersom barnen tappade fokus. Hon ökade istället förekomsten av tårtor, poliser, pang och spring.[19]
- 1949: En uppmärksammad föreställning hölls i Stockholm och Humlegården under firandet av barnens dag i augusti 1949 inför tusentals åskådare. En scen hade byggts upp på baksidan av Kungliga Biblioteket. Tillställningen har i efterhand i tidningar kallats för "Humlegårdskaoset" eftersom det kom betydligt fler åskådare än arrangörerna hade räknat med. Barn trampades ned, skadades och kom bort från sina föräldrar.[19]
- 1953: En uppsättning gavs i Kungsträdgården. Föreställningen var mycket mera fysisk, med tårtkastning och åkande i rutschkana.[19]
- 1980: Pippi Långstrump på Folkan med Siw Malmkvist som Pippi
- 2022–2023: Pippi på Cirkus är en cirkusmusikal som sattes upp på Cirkus, Stockholm. Musikalen hade nyskrivna låttexter av Björn Ulvaeus som även var exekutiv producent medan Tilde Björfors från Cirkus Cirkör stod för cirkusregin och Maria Löfgren var personregissör. Ulvaeus, Björfors och Maria Blom skrev manus tillsammans. I rollen som Pippi fanns Ida Breimo.[20][21]

## Filmer och TV-serier

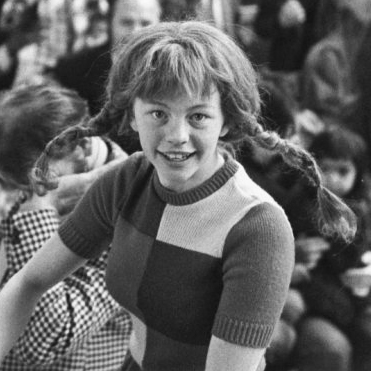
I Olle Hellboms filmatiseringar spelas Pippi av Inger Nilsson. Här syns hon, 12 år gammal, som Pippi under ett evenemang i Amsterdam 1972.

- Pippi Långstrump (1949), regi: Per Gunvall
- Pippi Långstrump (1969), TV-serie, regi: Olle Hellbom
  - även omklippt till en långfilm; Här kommer Pippi Långstrump (1973)
- Pippi Långstrump på de sju haven (1970), regi: Olle Hellbom
- På rymmen med Pippi Långstrump (1970), regi: Olle Hellbom
- Här kommer Pippi Långstrump (1973) (omklippt långfilmsversion av TV-serien från 1969), regi: Olle Hellbom
- Prikljutjenija v gorode, kotorogo net (1974) ("Приключения в городе, которого нет"), regi: Leonid Netjajev, biroll
- Peppi Dlinnyjtjulok (1982) ("Пеппи Длинныйчулок"), regi: Margarita Mikaeljan
- Pippi Långstrump - starkast i världen (1988), regi: Ken Annakin
- Pippi Långstrump (1997), animerad, regi: Clive A. Smith, Michael Schaack och Bill Giggie
- Pippi Långstrump (1998), animerad TV-serie, regi: Paul Riley
  - tre episoder även ihopredigerade till Pippi i Söderhavet (1998)

I Olle Hellboms produktioner spelas Pippi av Inger Nilsson.
Pippi Långstrump har också förekommit i enstaka avsnitt av två amerikanska TV-serier för barn. I Shirley Temple's Storybook (1961), spelades Pippi av Gina Gillespie (född 1951), den första barnskådespelare som spelat Pippi, och den svenske skådespelaren Tor Johnson gjorde rollen som Starke Adolf. 1985, i ett tvådelat avsnitt av ABC Weekend Special, regisserat av Colin Chilvers, spelades Pippi av Carrie Kei Heim (född 1973).
I oktober 2019 meddelade filmbolagen Heyday Films och StudioCanal att de kommer producera nya filmer med Pippi Långstrump i samarbete med Astrid Lindgren AB.

## Datorspel
- Pippi Långstrump (1995, PC och Macintosh)
- Här kommer Pippi Långstrump (2001, PC)
- Pippi Långstrump (2012, Nintendo DS)
- Pippi Långstrump 3D (2012, Nintendo 3DS)

## Pippi Långstrump i kulturen
- I avsnittet Summer of 4 Ft. 2 av animerade TV-serien Simpsons ser Lisa en hallucination av Pippi som rekommenderar att läsa "Pippi Långstrump". I Smarter and Smarter säger juryn på en förskola när Maggie återvänder "Well, Well. If it isn't Pippi Non-talking!" I 22 Short Films About Springfield går Lisa till en barber shop som heter "Snippy Longstocking" för att ta bort tuggummi som Bart har kastat på hennes hår. Även där visas en av Cletus barn som har en frisyr som liknar Pippis.
- 2001 - Pippi Examples, ej längre existerande videokonst baserad på klipp ur TV-serien från 1969. Idé och redigering av Palle Torsson.
- Den tyska socialdemokratiska politikern Andrea Nahles sjöng Här kommer Pippi Långstrump i Tysklands förbundsdag, som en del av en replik i en debatt under valkampanjen 2013.  Texten utgjorde kritik gentemot ett uttalande av Angela Merkel, som Nahles ansåg handla verklighetsfrämmande och egenmäktigt.  Klippet blev en Youtube-succé och föremål för politisk satir i Tyskland.[24]
- Pippiperspektiv (2020), antologi av Susanna Alakoski

## Pippi Långstrumps namn på olika språk
Pippi Långstrump har i de flesta fall fått heta Pippi, Pipi eller liknande följt av direktöversättning av Långstrump. På franska och ryska var det nödvändigt att ändra förnamnet till Fifi respektive Пеппи (Peppi) eftersom pipi (пи-пи) är barnspråk för kiss.[källa behövs]